# Arado Ar 231
Arado Ar 231 là một loại thủy phi cơ hạng nhẹ, được Đức phát triển trong Chiến tranh thế giới II với nhiệm vụ trinh sát phát hiện tàu ngầm.

## Tính năng kỹ chiến thuật (Ar 231 V1)
Dữ liệu lấy từ German Aircraft of the Second World War 

### Đặc điểm riêng
- Tổ lái: 1
- Chiều dài: 7,81 m (25 ft 7½ in)
- Sải cánh: 10,18 m (33 ft 4½ in)
- Chiều cao: 3,12 m (10 ft 2¾ in)
- Diện tích cánh: 15,2 m² (164 ft²)
- Trọng lượng rỗng: 833 kg (1.837 lb)
- Trọng lượng có tải: 1.050 kg (2.315 lb)
- Động cơ: 1 × Hirth HM 501, 119 kW (160 hp)

### Hiệu suất bay
- Vận tốc cực đại: 170 km/h (92 kn, 106 mph)
- Vận tốc hành trình: 130 km/h (70 kn, 81 mph)
- Tầm bay: 500 km (270 nmi, 310 mi)
- Trần bay: 3.000 m (9.843 ft)
- Vận tốc lên cao: 69,1 kg/m² (14,1 lb/ft²)
- Lực nâng của cánh: 113 W/kg (0,069 hp/lb)